# یواس‌اس آدامز (۱۷۹۹)
یواس‌اس آدامز (۱۷۹۹) (به انگلیسی: USS Adams (1799)) یک کشتی بود. این کشتی در سال ۱۷۹۹ ساخته شد.